# Phyllonorycter malella
The Apple Tentiform Leafminer (Phyllonorycter malella) là một loài bướm đêm thuộc họ Gracillariidae. Loài này có ở Kazakhstan, Kyrgyzstan, Nga (Altai), Tajikistan, Turkmenistan và Uzbekistan.
Ấu trùng ăn Cotoneaster hissarica, Crataegus species (bao gồm Crataegus hissarica), Cydonia species (bao gồm Cydonia oblonga), Malus species (bao gồm Malus domestica, Malus pumila và Malus sieversii) và Pyrus communis. Chúng ăn lá nơi chúng làm tổ.